# Bruno Ateba Edo
Bruno Ateba Edo SAC (* 20. November 1964 in Zoétélé, Region Sud, Kamerun) ist Bischof von Maroua-Mokolo.

## Leben
Bruno Ateba Edo trat 1988 der Ordensgemeinschaft der Pallottiner bei und studierte Philosophie am Großen Seminar von Kabgayi in Ruanda und Katholische Theologie an der École Théologique Saint Cyprien in Ngoya (Yaoundé), Kamerun. Die erste Profess legte er am 15. August 1989 ab und die ewigen Gelübde am 2. Oktober 1994. Nach seiner Priesterweihe am 8. Juli 1995 war er Assistent und dann Pfarrer von Peter-und-Paul in Yaoundé (1995–2001). An der Philosophisch-Theologischen Hochschule Vallendar absolvierte er 2001 bis 2003 ein Lizenziatsstudium in Pastoraltheologie und war von 2003 bis 2009 Rektor der Basilika Marie-Reine des Apôtres de Mvolyé in Yaoundé. 2008 wurde er Regionaloberer der Pallottiner für Kamerun und Nigeria; seit 2013 Vorsitzender der Konferenz der Ordensoberen von Kamerun.
Am 5. April 2014 ernannte ihn Papst Franziskus zum Bischof von Maroua-Mokolo. Am 17. Mai 2014 folgte in Maroua durch Piero Pioppo, den Apostolischen Nuntius in Kamerun und Äquatorialguinea, die Bischofsweihe. Mitkonsekratoren waren der Erzbischof von Douala, Samuel Kleda, und sein Amtsvorgänger Philippe Albert Joseph Stevens. Als Wahlspruch wählte er Caritas Christi Urget nos („Die Liebe Christi drängt uns“). Auf Grund der großen Zahl der Teilnehmer fand der Weihegottesdienst im Fußballstadion von Maroua statt.